# 窪津王子
窪津王子（くぼつおうじ）は、熊野九十九王子の1番目の王子である。八軒家船着場のすぐ近く、大阪府大阪市中央区天満橋付近にあった。現在その跡には坐摩神社行宮が建っている。
後に四天王寺西門の近くに熊野神社として祀られるが、1915年（大正4年）2月10日に天王寺区堀越町の堀越神社の摂社・「熊野第一王子社」として移転された。
坐摩神社はもともとこの地にあったが、大阪城築城の際、大阪市中央区久太郎町に遷座した。熊野御幸を行った上皇たちも立ち寄っている。

## 最寄駅
- 坐摩神社行宮　京阪電鉄・地下鉄谷町線天満橋駅
- 坐摩神社　地下鉄御堂筋線本町駅
- 堀越神社　JR西日本天王寺駅